# Changwon Civic Stadium
El Changwon Civic Stadium (en coreano: 창원스포츠파크 주경기장; Hanja: 昌原綜合運動場) es un estadio multipropósito utilizado principalmente para la práctica del fútbol ubicado dentro del Changwon Sports Park (en coreano: 창원스포츠파크) en Changwon, Corea del Sur.

## Historia
El estadio se construyó en 1989, pero fue inaugurado en 1993 con capacidad para más de 27 000 espectadores con superficie natural. El estadio es conocido como el Estadio Naranja por los aficionados del Gyeongnam FC.
Ha sido la sede de equipo del Gyeongnam FC de la K League del 2006 al 2009 antes de mudarse al Changwon Football Centre; y equipos del Changwon City FC de la Liga Nacional de Corea.
Fue una de las sedes de la Copa Mundial de Fútbol Sub-17 de 2007 en la que Corea del Sur fue el país organizador, tomando parte de siete partidos del torneo, incluyendo un partido de octavos de final y uno de cuartos de final.

## Eventos importantes

### Mundial Sub-17
| Fecha                   | Local          | Resultado | Visita            | Ronda        |
| ----------------------- | -------------- | --------- | ----------------- | ------------ |
| 20 de agosto de 2007    | Bélgica        | 2–4       | Túnez             | Grupo E      |
| 20 de agosto de 2007    | Tayikistán     | 4–3       | Estados Unidos    | Grupo E      |
| 23 de agosto de 2007    | Estados Unidos | 1–3       | Túnez             | Grupo E      |
| 23 de agosto de 2007    | Tayikistán     | 0–1       | Bélgica           | Grupo E      |
| 26 de agosto de 2007    | Alemania       | 5–0       | Trinidad y Tobago | Grupo F      |
| 29 de agosto de 2007    | Túnez          | 1–3       | Francia           | 1/8 de Final |
| 1 de septiembre de 2007 | Perú           | 0–2       | Ghana             | 1/4 de Final |